# Filias Flottenheimer
Filias Flottenheimer er en figur, som kun omtales i Jumbobog nr. 7, Onkel Joakim i hopla. Han er i familie med onkel Joakim, fordi at han var en fætter til en onkel til en bror til en kusine til hans bedstemor, og han er i familie med Anders And, fordi at han var en grandonkel til en tante til en svigerinde til hans fars niece. Filias omtales kun i historien Anders And og den alt for dyre arv (36 sider).